# Kosmos 123
Kosmos 123 – radziecki satelita technologiczny, szósty z serii DS-P1-Yu, a piąty pomyślnie wystrzelony; służył rozwojowi systemu obrony powietrznej i kontroli przestrzeni kosmicznej, np. do kalibracji radarów Dniestr; stanowił część kompleksu Raduga.